# 제주지방해양경찰청
제주지방해양경찰청(濟州地方海洋警察廳, Jeju Regional Headquarters Korea Coast Guard)은 제주특별자치도 남측 해역의 경찰 및 오염방제에 관한 사무를 수행하는 대한민국 해양경찰청의 소속기관이다. 제주지방해양경찰청장은 경무관(3급 상당)으로 보한다. 제주특별자치도 제주시 아라동 옛 국가정보원 제주지부 부지에 위치하고 있다.

## 연혁
- 2012년 6월 1일 제주지방해양경찰청 신설[4]
- 2014년 11월 19일 대한민국 국민안전처 소속으로 변경, 제주해양경비안전본부로 개칭
- 2017년 7월 26일 대한민국 해양경찰청 소속으로 변경, 제주지방해양경찰청으로 변경

## 관할 구역
제주특별자치도 해역

## 조직
| - 청문감사담당관 - 기획운영과 - 기획운영계 - 장비관리계 - 경리계 - 정보통신계 - 홍보계 - 제주수련원 | - 경비안전과 - 경비계 - 훈련단 - 해양안전계 - 수색구조계 - 종합상황실 - 수사정보과 - 수사계 - 광역수사대 - 국제범죄수사대 - 과학수사계 - 정보계 - 보안계 - 해양오염방제과 - 방제계 - 예방지도계 | - 항공단 - 회전익 - 특공대 - 행정팀 - 전술팀 - 폭발물처리팀 - 제주항해상교통관제센터 |

### 소속 해양경찰서[5]
- 제주해양경찰서
- 서귀포해양경찰서

## 같이 보기
- 대한민국 해양경찰청